# ترهی مرتانن
ترهی مرتانن (انگلیسی: Terhi Mertanen؛ زادهٔ ۴ آوریل ۱۹۸۱) بازیکن هاکی روی یخ اهل فنلاند است.